# Bathyphysa sibogae
Bathyphysa sibogae är en nässeldjursart som beskrevs av Adrien Jacques de Lens och Van Riemsdijk 1908. Bathyphysa sibogae ingår i släktet Bathyphysa och familjen Rhizophysidae. Inga underarter finns listade i Catalogue of Life.